# 有损数据压缩
有损数据压缩（英語：lossy compression）是一种数据压缩方法，经过此方法压缩、解压的数据會与原始数据不同但是非常接近。它是与无损数据压缩相对的压缩方法。有损数据压缩又稱破坏性资料压缩、有损压缩、失真压缩、不可逆壓縮。
有损数据压缩藉由将次要的数据捨棄，犧牲一些质量來减少数据量、提高压缩比。这种方法经常用于压缩多媒体数据（音频、视频、图片），尤其常用於流媒体以及互联网电话领域。根据各种格式设计的不同，有损数据压缩都会有代价损失——每次压缩与解压文件都会带来渐进的质量下降。

## 無損與有損壓縮簡介
無損壓縮可以在不失去任何資訊的條件下，將資料壓縮得更小。例如，當一張圖片儲存成數位檔案時，圖片會轉換成一連串的點，再分別儲存每個點的顏色資訊。如果某張圖片由200個紅點構成，它將會以類似「紅點、紅點、...（重複197次）...、紅點」的格式儲存起來。在這個例子中，無損壓縮會改成用「200個紅點」這樣的格式來儲存這張圖片，就能不失去任何資訊的完成壓縮。
然而，若要保留原始檔案的所有資訊，資訊理論說明了，無論使用任何壓縮方法，檔案大小都無法低於一個下界。一個直觀的例子：壓縮後得到的zip檔案會比原始檔案更小，但一直重複壓縮同一個檔案並不會讓檔案大小變成0，因為原始檔案終究含有一定量的資訊。
有損壓縮卻可以突破這個限制。在很多情況下，資料會包含比必要的還多的資訊。例如，一張解析度過高的照片，其中的細節肉眼可能已無法辨識；同理，在一個音量很高的音訊片段中，一些細節可能是人耳難以察覺的。捨棄這些人類無法察覺的細節，就可以用更小的資料量，提供與原始資料相差無幾的感官體驗。有時也允許失去一部分可以察覺的細節，來達到更好的壓縮率。

## 有损压缩的类型
有两种基本的有损压缩机制：
- 一种是有损变换编解码，首先对图像或者声音进行采样、切成小块、变换到一个新的空间、量化，然后对量化值进行熵编码。
- 另外一种是预测编解码，先前的数据以及随后解码数据用来预测当前的声音采样或者图像帧，预测数据与实际数据之间的误差以及其它一些重现预测的信息进行量化与编码。

有些系统中同时使用这两种技术，变换编解码用于压缩预测步骤产生的误差信号。

## 有损与无损压缩比较
有损方法的一个优点就是在有些情况下能够获得比任何已知无损方法小得多的文件大小，同时又能满足系统的需要。
有损方法经常用于压缩声音、图像以及视频。有损视频编解码几乎总能达到比音频或者静态图像好得多的压缩率（压缩率是压缩文件与未压缩文件的比值）。音频能够在没有察觉的质量下降情况下实现10:1的压缩比，视频能够在稍微观察质量下降的情况下实现如300:1这样非常大的压缩比。有损静态图像压缩经常如音频那样能够得到原始大小的1/10，但是质量下降更加明显，尤其是在仔细观察的时候。
当用户得到有损压缩文件的时候，譬如为了节省下载时间，解压文件与原始文件在数据位的层面上看可能会大相径庭，但是对于多数实用目的来说，人耳或者人眼并不能分辨出二者之间的区别。
一些方法将人体解剖方面的特质考虑进去，例如人眼只能看到一定频率的光线。心理声学模型描述的是声音如何能够在不降低声音感知质量的前提下，实现最大压缩。
人眼或人耳能够察觉的有损压缩带来的缺陷称为压缩失真。

## 有损压缩实例

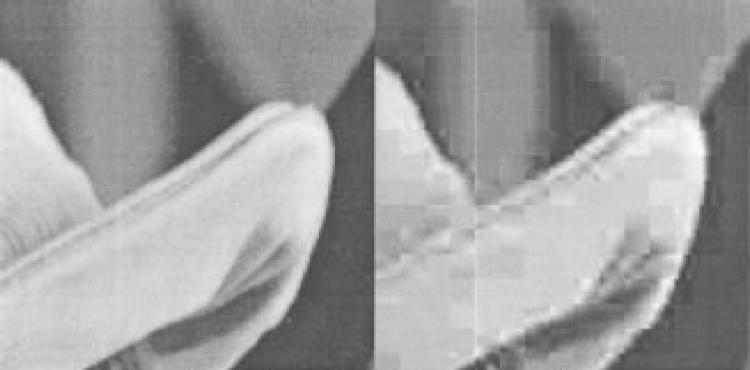

上面的图像展示了用不同的有损压缩方法压缩同一幅图像得到的文件大小。这幅图像选自事实上的测试图像工业标准蓮娜圖。
一些有损压缩算法能够扔掉“不重要”的信息并且能够保留“关键”的信息。

## 有损压缩方法

### 图像压缩
- 分形压缩
- JPEG
- JPEG2000，使用小波的JPEG下一代，同時亦支援无损数据压缩。
- JPEG XR
- 小波压缩
- Cartesian Perceptual Compression：也叫做CPC
- DjVu
- ICER, Mars Rovers使用：使用小波所以与JPEG2000相关

### 视频压缩
- H.261
- H.263
- H.264/MPEG-4 AVC
- H.265/MPEG-H HEVC
- MPEG-1 Part 2
- MPEG-2 Part 2
- MPEG-4 Part 2
- VP4
- VP5
- VP6
- VP7
- VP8
- VP9
- AV1
- VC-1
- WMV - 微軟开发
- Motion JPEG
- MNG（支持JPEG sprites）
- Flash（也支持JPEG sprites）
- Ogg Theora（由于没有专利限制而知名）
- Sorenson video codec

### 音乐压缩
- MP2
- MP3
- AAC - 苹果计算机使用
- WMA - 微軟开发
- ADPCM
- ATRAC
- Dolby AC-3
- Musepack
- Ogg Vorbis（由于没有专利限制而知名）
- Opus（由于没有专利限制而知名）
- aptX/ aptX-HD[2]
- LDAC[3][4]
- MQA(在某些情况下，可以无损复原)

语音压缩
- CELP
- G.711
- G.726
- HILN
- AMR（GSM单元载波使用，如T-Mobile）
- Speex（由于没有专利限制而知名）

### 其他类型数据
从技术的角度来讲，去除文字母音字母也可以看作是有损数据压缩的一种方法，只有子音的情况下根据上下文通常也仍然可以阅读。研究人员也曾经半开玩笑地用字典中的短单词替换长单词或者使用生成文本技术（generative text techniques） （页面存档备份，存于） 进行文本压缩，尽管这种方法有时是属于相关的（有损数据转换领域。